# کافه فیلیو
ژوآو فرناندز کامپوس کافیه فیلو (به اسپانیایی: João Fernandes Campos Café Filho) (زاده ۳ فوریه ۱۸۹۹ – درگذشته ۲۰ فوریه ۱۹۷۰) یک سیاستمدار و وکیل اهل برزیل بود. وی از ۲۴ اوت ۱۹۵۴ تا ۸ نوامبر ۱۹۵۵ رئیس‌جمهور این کشور بود.
کافیه فیلو در ۲۰ فوریه ۱۹۷۰، در سن ۷۱ سالگی بر اثر حمله قلبی درگذشت.